# Miljokaz
Miljokaz je oznaka najčešće na prometnicana i križanjima koja pokazuje udaljenost između pojedinih mjesta. Još u vrijeme Rimskog Carstva, postavljani su uz prometnice, a u Rimu je na Forumu pod Saturnovim hramom postojao zlatni miljokaz, pozlaćeni pilon na ishodištu glavnih putova od kojeg su se računale udaljenosti od Rima.